# Actinotia
Actinotia là một chi bướm đêm thuộc họ Noctuidae.
Tên gọi Actinotia xuất phát từ tiếng Hy Lạp cổ đại, akte (quan trọng hoặc cao cả) và noton (phía sau), ám chỉ chùm lông ở phía sau cơ thể.

## Loài
- Actinotia australis Holloway, 1989
- Actinotia conjuncta (Püngeler, 1900)
- Actinotia gnorima (Püngeler, 1907)
- Actinotia intermediata (Bremer, 1861)
- Actinotia polyodon – Purple Cloud (Clerck, 1759)
- Actinotia radiosa (Esper, [1804])
- Actinotia stevenswani Hreblay, Peregovits & Ronkay, 1999

## Hình ảnh

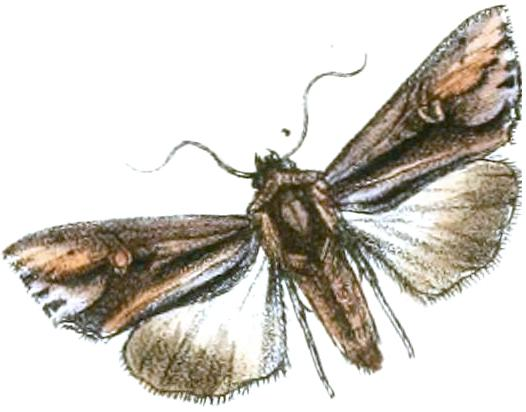